# Мегилот-Ям-ха-Мелах
Мегилот-Ям-ха-Мелах (ивр. מועצה אזורית מגילות ים המלח‎) (в быту часто просто Мегилот, что означает «свитки» и является отсылкой к Свиткам мёртвого моря, найденным в Кумране, около поселения Калья, входящего в состав совета) — региональный совет в Израиле. Входит в Округ Иудея и Самария. Расположен в Иудейской пустыне, у западного берега Мёртвого моря. Население составляет 1200 человек.

## Население
По статистическим данным Центрального статистического бюро Израиля население регионального совета на 2024 год составляет 2 205 человек.

## Список поселений
Включает 6 поселений: 4 кибуца (Альмог, Бейт-ха-Арава, Калья, Мицпе-Шалем), мошав Веред-Йерихо, где находится офис совета, и одно общинное поселение (Авнат).